# 김혜린
김혜린(1962년 음력 9월 4일 ~ ,본명:김귀린)은 대한민국의 여성 만화가이다.

## 작품 활동
김혜린은 1962년 경상남도 창녕에서 태어났다.1983년 《북해의 별》을 대본소용 단행본으로 발표하면서 프로 만화가로 데뷔하였고, 1987년 《북해의 별》이 종료한 후  1988년부터 1991년까지 《비천무》를 대본소용 단행본으로 발표하였다. 《비천무》를 발표하는 동시에 1988년부터 1992년까지 《테르미도르》를 순정 만화 잡지 르네상스에 연재하였다. 《테르미도르》를 완결한 후 1992년부터 《르네상스》에 《아라크노아》를 연재하였으나, 1994년 《르네상스》의 폐간으로 연재는 중단되었다. 한편 1992년부터 다른 다른 순정 만화 잡지인 《댕기》에 《불의 검》을 발표하였으나, 댕기의 폐간으로 연재가 중단되었고, 2000년부터 《화이트》에서 다시 연재됐으나 2001년에 《화이트》도 휴간되어 중단되었다. 《불의 검》 11권부터는 웹진 《위식스》에 연재하여 2004년에 12권으로 완결되었다. 2009년 10월 《팝툰》 56호부터 신작 《인월》이 연재되기 시작했으나, 2010년 2월에 팝툰이 폐간되면서 단행본 1권도 발행되지 못하고 중단되었다.

## 작품 목록

### 장편
| 제목            | 연재 매체 | 출판 연도       | 출판사               | 권수     | 비고                                      |
| --------------- | --------- | --------------- | -------------------- | -------- | ----------------------------------------- |
| 북해의 별       |           | 1983년 ~ 1987년 | 프린스               | 16권     |                                           |
| 북해의 별       | 1996년    | 세주문화        | 11권                 |          |                                           |
| 북해의 별       | 2005년    | 길찾기          | 8권                  |          |                                           |
| 북해의 별       | 2022년    | 거북이북스      | 15권                 | 레트로판 |                                           |
| 비천무          |           | 1988년 ~ 1991년 | 프린스               | 13권     |                                           |
| 비천무          | 1993년    | 창만사          | 11권                 |          |                                           |
| 비천무          | 1997년    | 대원            | 6권                  |          |                                           |
| 비천무          | 2005년    | 대원씨아이      | 4권                  | 애장판   |                                           |
| 비천무          | 2022년    | 거북이북스      | 10권                 | 레트로판 |                                           |
| 겨울새 깃털하나 | 만화광장  | 1988년          | 창만사               | 2권      |                                           |
| 겨울새 깃털하나 | 만화광장  | 1998년          | 대원                 | 1권      |                                           |
| 테르미도르      | 르네상스  | 1991년 ~ 1992년 | 서화                 | 4권      |                                           |
| 테르미도르      | 르네상스  | 1998년          | 대원                 | 3권      |                                           |
| 테르미도르      | 르네상스  | 2003년          | 길찾기               | 3권      |                                           |
| 테르미도르      | 르네상스  | 2023년          | 유어마나(거북이북스) | 5권      | 레트로판                                  |
| 불의 검         | 댕기      | 1992년 ~ 1996년 | 육영재단             | 8권      | 미완                                      |
| 불의 검         | 댕기      | 1999년 ~ 2004년 | 대원                 | 12권     | 육영재단에 이어 대원에서 출간해 완결을 봄 |
| 불의 검         | 댕기      | 2005년          | 대원씨아이           | 6권      | 애장판                                    |
| 불의 검         | 댕기      | 2020년          | 대원씨아이           | 12권     | 신장판                                    |
| 아라크노아      | 르네상스  | 1998년          | 대원                 | 2권      | 미완                                      |
| 광야            | 화이트    | 1998년 ~ 1999년 | 대원                 | 2권      | 미완                                      |
| 인월            | 팝툰      | 2017년 ~ 2019년 | 대원씨아이           | 6권      | 미완                                      |

### 단편집
| 제목                   | 연재 매체 | 출판 연도 | 출판사 | 권수 | 비고   |
| ---------------------- | --------- | --------- | ------ | ---- | ------ |
| 로프누르-잃어버린 호수 |           | 1998년    | 대원   | 1권  | 단편집 |
| 샤만의 바위            |           | 1998년    | 대원   | 1권  | 단편집 |
| 노래하는 돌            |           | 2003년    | 길찾기 | 1권  | 단편집 |

### 단편
| 작품명                             | 연재                                                    | 단행본                        | 특징                            |
| ---------------------------------- | ------------------------------------------------------- | ----------------------------- | ------------------------------- |
| 〈그대를 위한 訪問者〉(방문자)     | 1985년 9월 무크지 《아홉번째 신화》 1호                 | 2003년 단편집 《노래하는 돌》 | 첫 단편                         |
| 〈히스꽃 필 때에는...〉            | 1986년 12월 무크지 《아홉번째 신화》                    | 2003년 단편집 《노래하는 돌》 | 배경: 서양                      |
| 〈우리들의 성모님〉                | 1987년 11월 무크지 《아홉번째 신화》                    | 2003년 단편집 《노래하는 돌》 | 배경: 광산촌                    |
| 〈11월의 초상〉                    | 1990년                                                  | 2003년 단편집 《노래하는 돌》 |                                 |
| 〈꽃노래〉                         | 1993년                                                  | 2003년 단편집 《노래하는 돌》 | 컬러에스프리                    |
| 〈샤만의 바위〉                    | 1995년 잡지 《마인》                                    | 2003년 단편집 《노래하는 돌》 |                                 |
| 〈아만테스(연인)〉                 | 1996년 《이슈》 창간호                                  | 2003년 단편집 《노래하는 돌》 | SF                              |
| 〈로프누르-잃어버린 호수〉         | 1996년 《화이트》                                       | 2003년 단편집 《노래하는 돌》 |                                 |
| 〈붉은 돌의 왕자〉                 | 1997년 월간 순정호러전문지 《아디》 창간호              | 2003년 단편집 《노래하는 돌》 |                                 |
| 〈XX〉                             | 1999년 여성만화인협의회 무크지 《시너클》 1호           | 2003년 단편집 《노래하는 돌》 |                                 |
| 〈노래하는 돌〉                    | 2003년                                                  | 2003년 단편집 《노래하는 돌》 |                                 |
| 〈여자와 지지배와 배 만드는 사람〉 | 2005년 《계간만화》 여름호                              | 없음                          |                                 |
| 〈기억〉                           | 2015년 5월 13일 네이버웹툰 한국만화거장전: 순정만화특집 | 없음                          | 〈광야〉 황경혜와 황이강 이야기 |

초판 발행일을 기준으로 작품을 나열한다. 단, 초판 발행일을 알 수 없는 것은 재판 발행일을 따른다.

## 수상
- 2003년 제2회 서울국제만화애니메이션 페스티벌(SICAF) 어워드 만화부문 작가상 수상[1]